# Europees kampioenschap voetbal onder 16 - 2000 (kwalificatie)
Het kwalificatietoernooi voor het Europees kampioenschap voetbal onder 16 voor mannen was een toernooi dat duurde van 15 september 1999 tot en met 18 maart 2000. Dit toernooi zou bepalen welke 15 landen zich kwalificeerden voor het Europees kampioenschap voetbal mannen onder 16 van 2000.
Israël hoefde niet aan dit toernooi mee te doen, omdat dit land als gastland direct gekwalificeerd is voor het hoofdtoernooi.

## Gekwalificeerde landen
| Land        | Gekwalificeerd als           | Aantal deelnames |
| ----------- | ---------------------------- | ---------------- |
| Israël      | Gastland                     | 7e               |
| Duitsland   | Winnaar kwalificatiegroep 1  | 14e              |
| Griekenland | Winnaar kwalificatiegroep 2  | 10e              |
| Hongarije   | Winnaar kwalificatiegroep 3  | 7e               |
| Roemenië    | Winnaar kwalificatiegroep 4  | 7e               |
| Tsjechië    | Winnaar kwalificatiegroep 5  | 3e               |
| Rusland     | Winnaar kwalificatiegroep 6  | 5e               |
| Slowakije   | Winnaar kwalificatiegroep 7  | 5e               |
| Polen       | Winnaar kwalificatiegroep 8  | 8e               |
| Nederland   | Winnaar kwalificatiegroep 9  | 6e               |
| Denemarken  | Winnaar kwalificatiegroep 10 | 10e              |
| Ierland     | Winnaar kwalificatiegroep 11 | 7e               |
| Finland     | Winnaar kwalificatiegroep 12 | 7e               |
| Spanje      | Winnaar kwalificatiegroep 13 | 15e              |
| Portugal    | Winnaar kwalificatiegroep 14 | 15e              |
| Engeland    | Winnaar kwalificatiegroep 15 | 7e               |

## Kwalificatieronde

### Groep 1
De wedstrijden werden gespeeld tussen 6 en 10 maart 2000 in Bosnië-Herzegovina.
| Pos | Team                  | Wed | W | G | V | Ptn | DV | DT | +/− | Kwalificatie                      |   | GER | ITA | BIH | MDA |
| --- | --------------------- | --- | - | - | - | --- | -- | -- | --- | --------------------------------- | - | --- | --- | --- | --- |
| 1   | Duitsland             | 3   | 2 | 1 | 0 | 7   | 5  | 0  | +5  | Geplaatst voor het hoofdtoernooi. |   | —   | 0–0 | 3–0 | 2–0 |
| 2   | Italië                | 3   | 2 | 1 | 0 | 7   | 3  | 0  | +3  |                                   |   | —   | —   | 1–0 | 2–0 |
| 3   | Bosnië en Herzegovina | 3   | 0 | 1 | 2 | 1   | 0  | 4  | −4  |                                   | — | —   | —   | 0–0 |     |
| 4   | Moldavië              | 3   | 0 | 1 | 2 | 1   | 0  | 4  | −4  |                                   | — | —   | —   | —   |     |

### Groep 2
De wedstrijden werden gespeeld tussen 20 en 24 oktober 1999 in Georgië.
| Pos | Team        | Wed | W | G | V | Ptn | DV | DT | +/− | Kwalificatie                      |   | GRE | CRO | BUL | GEO |
| --- | ----------- | --- | - | - | - | --- | -- | -- | --- | --------------------------------- | - | --- | --- | --- | --- |
| 1   | Griekenland | 3   | 3 | 0 | 0 | 9   | 9  | 3  | +6  | Geplaatst voor het hoofdtoernooi. |   | —   | 4–2 | 3–1 | 2–0 |
| 2   | Kroatië     | 3   | 1 | 1 | 1 | 4   | 3  | 4  | −1  |                                   |   | —   | —   | 1–0 | 0–0 |
| 3   | Bulgarije   | 3   | 1 | 0 | 2 | 3   | 3  | 5  | −2  |                                   | — | —   | —   | 2–1 |     |
| 4   | Georgië     | 3   | 0 | 1 | 2 | 1   | 1  | 4  | −3  |                                   | — | —   | —   | —   |     |

### Groep 3
De wedstrijden werden gespeeld tussen 20 en 24 september 1999 in Hongarije.
| Pos | Team         | Wed | W | G | V | Ptn | DV | DT | +/− | Kwalificatie                      |   | HUN | UKR | AZE |
| --- | ------------ | --- | - | - | - | --- | -- | -- | --- | --------------------------------- | - | --- | --- | --- |
| 1   | Hongarije    | 2   | 2 | 0 | 0 | 6   | 6  | 0  | +6  | Geplaatst voor het hoofdtoernooi. |   | —   | 3–0 | 3–0 |
| 2   | Oekraïne     | 2   | 1 | 0 | 1 | 3   | 2  | 3  | −1  |                                   |   | —   | —   | 2–0 |
| 3   | Azerbeidzjan | 2   | 0 | 0 | 2 | 0   | 0  | 5  | −5  |                                   | — | —   | —   |     |

### Groep 4
De wedstrijden werden gespeeld tussen 20 en 24 september 1999 in Roemenië.
| Pos | Team            | Wed | W | G | V | Ptn | DV | DT | +/− | Kwalificatie                      |   | ROU | MKD | ALB |
| --- | --------------- | --- | - | - | - | --- | -- | -- | --- | --------------------------------- | - | --- | --- | --- |
| 1   | Roemenië        | 2   | 2 | 0 | 0 | 6   | 5  | 0  | +5  | Geplaatst voor het hoofdtoernooi. |   | —   | 3–0 | 2–0 |
| 2   | Noord-Macedonië | 2   | 1 | 0 | 1 | 3   | 2  | 4  | −2  |                                   |   | —   | —   | 2–1 |
| 3   | Albanië         | 2   | 0 | 0 | 2 | 0   | 1  | 4  | −3  |                                   | — | —   | —   |     |

### Groep 5
De wedstrijden werden gespeeld tussen 5 en 9 maart 2000 in Cyprus.
| Pos | Team      | Wed | W | G | V | Ptn | DV | DT | +/− | Kwalificatie                      |   | CZE | FRA | CYP |
| --- | --------- | --- | - | - | - | --- | -- | -- | --- | --------------------------------- | - | --- | --- | --- |
| 1   | Tsjechië  | 2   | 1 | 1 | 0 | 4   | 4  | 2  | +2  | Geplaatst voor het hoofdtoernooi. |   | —   | 2–2 | 3–1 |
| 2   | Frankrijk | 2   | 0 | 2 | 0 | 2   | 3  | 3  | 0   |                                   |   | —   | —   | 1–1 |
| 3   | Cyprus    | 2   | 0 | 1 | 1 | 1   | 2  | 4  | −2  |                                   | — | —   | —   |     |

### Groep 6
De wedstrijden werden gespeeld tussen 15 en 19 september 1999 in Rusland.
| Pos | Team     | Wed | W | G | V | Ptn | DV | DT | +/− | Kwalificatie                      |   | RUS | LTU | MLT | ARM |
| --- | -------- | --- | - | - | - | --- | -- | -- | --- | --------------------------------- | - | --- | --- | --- | --- |
| 1   | Rusland  | 3   | 3 | 0 | 0 | 9   | 18 | 2  | +16 | Geplaatst voor het hoofdtoernooi. |   | —   | 5–1 | 5–0 | 8–1 |
| 2   | Litouwen | 3   | 2 | 0 | 1 | 6   | 3  | 5  | −2  |                                   |   | —   | —   | 1–0 | 1–0 |
| 3   | Malta    | 3   | 1 | 0 | 2 | 3   | 1  | 6  | −5  |                                   | — | —   | —   | 1–0 |     |
| 4   | Armenië  | 3   | 0 | 0 | 3 | 0   | 1  | 10 | −9  |                                   | — | —   | —   | —   |     |

### Groep 7
De wedstrijden werden gespeeld tussen 15 en 19 september 1999 in Noorwegen.
| Pos | Team        | Wed | W | G | V | Ptn | DV | DT | +/− | Kwalificatie                      |   | SVK | NOR | YUG |
| --- | ----------- | --- | - | - | - | --- | -- | -- | --- | --------------------------------- | - | --- | --- | --- |
| 1   | Slowakije   | 2   | 1 | 1 | 0 | 4   | 3  | 2  | +1  | Geplaatst voor het hoofdtoernooi. |   | —   | 1–1 | 2–1 |
| 2   | Noorwegen   | 2   | 0 | 2 | 0 | 2   | 3  | 3  | 0   |                                   |   | —   | —   | 2–2 |
| 3   | Joegoslavië | 2   | 0 | 1 | 1 | 1   | 3  | 4  | −1  |                                   | — | —   | —   |     |

### Groep 8
De wedstrijden werden gespeeld tussen 22 en 26 september in Estland.
| Pos | Team    | Wed | W | G | V | Ptn | DV | DT | +/− | Kwalificatie                      |   | POL | LAT | EST |
| --- | ------- | --- | - | - | - | --- | -- | -- | --- | --------------------------------- | - | --- | --- | --- |
| 1   | Polen   | 2   | 2 | 0 | 0 | 6   | 10 | 0  | +10 | Geplaatst voor het hoofdtoernooi. |   | —   | 2–0 | 8–0 |
| 2   | Letland | 2   | 0 | 1 | 1 | 1   | 0  | 2  | −2  |                                   |   | —   | —   | 0–0 |
| 3   | Estland | 2   | 0 | 1 | 1 | 1   | 0  | 8  | −8  |                                   | — | —   | —   |     |

### Groep 9
De wedstrijden werden gespeeld tussen 25 september 1999 en 8 maart 2000.
| Pos | Team        | Wed | W | G | V | Ptn | DV | DT | +/− | Kwalificatie                      |     | NED | TUR | BLR |
| --- | ----------- | --- | - | - | - | --- | -- | -- | --- | --------------------------------- | --- | --- | --- | --- |
| 1   | Nederland   | 4   | 3 | 1 | 0 | 10  | 9  | 2  | +7  | Geplaatst voor het hoofdtoernooi. |     | —   | 1–1 | 2–0 |
| 2   | Turkije     | 4   | 2 | 1 | 1 | 7   | 8  | 3  | +5  |                                   |     | 0–2 | —   | 2–0 |
| 3   | Wit-Rusland | 4   | 0 | 0 | 4 | 0   | 1  | 13 | −12 |                                   | 1–4 | 0–5 | —   |     |

### Groep 10
De wedstrijden werden gespeeld tussen 22 en 26 oktober 1999 in Slovenië.
| Pos | Team       | Wed | W | G | V | Ptn | DV | DT | +/− | Kwalificatie                      |   | DEN | SLO | BEL |
| --- | ---------- | --- | - | - | - | --- | -- | -- | --- | --------------------------------- | - | --- | --- | --- |
| 1   | Denemarken | 2   | 2 | 0 | 0 | 6   | 5  | 2  | +3  | Geplaatst voor het hoofdtoernooi. |   | —   | 3–2 | 2–0 |
| 2   | Slovenië   | 2   | 1 | 0 | 1 | 3   | 7  | 4  | +3  |                                   |   | —   | —   | 5–1 |
| 3   | België     | 2   | 0 | 0 | 2 | 0   | 1  | 7  | −6  |                                   | — | —   | —   |     |

### Groep 11
De wedstrijden werden gespeeld tussen 25 en 29 oktober 1999 in Ierland.
| Pos | Team        | Wed | W | G | V | Ptn | DV | DT | +/− | Kwalificatie                      |   | IRL | WAL | SUI | SWE |
| --- | ----------- | --- | - | - | - | --- | -- | -- | --- | --------------------------------- | - | --- | --- | --- | --- |
| 1   | Ierland     | 3   | 2 | 1 | 0 | 7   | 3  | 0  | +3  | Geplaatst voor het hoofdtoernooi. |   | —   | 0–0 | 1–0 | 2–0 |
| 2   | Wales       | 3   | 1 | 1 | 1 | 4   | 1  | 3  | −2  |                                   |   | —   | —   | 0–3 | 1–0 |
| 3   | Zwitserland | 3   | 1 | 0 | 2 | 3   | 4  | 4  | 0   |                                   | — | —   | —   | 1–3 |     |
| 4   | Zweden      | 3   | 1 | 0 | 2 | 3   | 3  | 4  | −1  |                                   | — | —   | —   | —   |     |

### Groep 12
De wedstrijden werden gespeeld tussen 25 en 29 oktober 1999 in Noord-Ierland.
| Pos | Team          | Wed | W | G | V | Ptn | DV | DT | +/− | Kwalificatie                      |   | ESP | NIR | ISL |
| --- | ------------- | --- | - | - | - | --- | -- | -- | --- | --------------------------------- | - | --- | --- | --- |
| 1   | Spanje        | 2   | 2 | 0 | 0 | 6   | 6  | 0  | +6  | Geplaatst voor het hoofdtoernooi. |   | —   | 2–0 | 4–0 |
| 2   | Noord-Ierland | 2   | 0 | 1 | 1 | 1   | 0  | 2  | −2  |                                   |   | —   | —   | 0–0 |
| 3   | IJsland       | 2   | 0 | 1 | 1 | 1   | 0  | 4  | −4  |                                   | — | —   | —   |     |

### Groep 13
De wedstrijden werden gespeeld tussen 18 en 22 oktober 1999 in Liechtenstein.
| Pos | Team          | Wed | W | G | V | Ptn | DV | DT | +/− | Kwalificatie                      |   | FIN | LIE | FAR |
| --- | ------------- | --- | - | - | - | --- | -- | -- | --- | --------------------------------- | - | --- | --- | --- |
| 1   | Finland       | 2   | 2 | 0 | 0 | 6   | 6  | 3  | +3  | Geplaatst voor het hoofdtoernooi. |   | —   | 3–2 | 3–1 |
| 2   | Liechtenstein | 2   | 1 | 0 | 1 | 3   | 3  | 3  | 0   |                                   |   | —   | —   | 1–0 |
| 3   | Faeröer       | 2   | 0 | 0 | 2 | 0   | 1  | 4  | −3  |                                   | — | —   | —   |     |

### Groep 14
De wedstrijden werden gespeeld tussen 14 en 18 maart 2000 in Portugal.
| Pos | Team       | Wed | W | G | V | Ptn | DV | DT | +/− | Kwalificatie                      |   | POR | AUT | SCO |
| --- | ---------- | --- | - | - | - | --- | -- | -- | --- | --------------------------------- | - | --- | --- | --- |
| 1   | Portugal   | 2   | 2 | 0 | 0 | 6   | 6  | 0  | +6  | Geplaatst voor het hoofdtoernooi. |   | —   | 3–0 | 3–0 |
| 2   | Oostenrijk | 2   | 0 | 1 | 1 | 1   | 1  | 4  | −3  |                                   |   | —   | —   | 1–1 |
| 3   | Schotland  | 2   | 0 | 1 | 1 | 1   | 1  | 4  | −3  |                                   | — | —   | —   |     |

### Groep 15
De wedstrijden werden gespeeld tussen 7 en 11 maart 2000 in Luxemburg.
| Pos | Team      | Wed | W | G | V | Ptn | DV | DT | +/− | Kwalificatie                      |   | ENG | LUX | AND |
| --- | --------- | --- | - | - | - | --- | -- | -- | --- | --------------------------------- | - | --- | --- | --- |
| 1   | Engeland  | 2   | 2 | 0 | 0 | 6   | 9  | 0  | +9  | Geplaatst voor het hoofdtoernooi. |   | —   | 1–0 | 8–0 |
| 2   | Luxemburg | 2   | 1 | 0 | 1 | 3   | 3  | 2  | +1  |                                   |   | —   | —   | 3–1 |
| 3   | Andorra   | 2   | 0 | 0 | 2 | 0   | 1  | 11 | −10 |                                   | — | —   | —   |     |

Jeugd-EK's: onder 21 · onder 19       Jeugd-WK's: onder 20 · onder 17